# Fritz-Greinecker-Preis für Zivilcourage
Der Fritz-Greinecker-Preis für Zivilcourage (bis 2007 Greinecker Seniorenpreis) ist zurzeit mit 6.000 Euro dotiert und geht auf eine Stiftung des Wieners Fritz Greinecker († 1997) aus dem Jahr 1985 (Stiftungskapital 131.000 Euro) zurück, die vom ORF verwaltet wird. Stiftungszweck ist es, "entweder Senioren, die durch ihr Leben und Wirken zum Vorbild geworden sind" oder "Mitmenschen, die sich durch Leistungen für Senioren verdient gemacht haben" auszuzeichnen. Eine dreiköpfige Jury beurteilt die Einreichungen und nominiert die Preisträger. Die Preisvergabe erfolgt jeweils im Frühjahr.

## Träger des Fritz-Greinecker-Preises
- 2003: Ute Bock (Flüchtlingshelferin), ein Krankenhausbesuchsdienst von 5 Tiroler Damen, Caritas-"Haus Allerheiligen"
- 2004: Doris Enzinger (Familienhelferin), Maria Sturm, Hans Rabl
- 2005: Johanna Schwab, Margarete Houska, Hilde Sandner
- 2006: Evelyn Hayden (Die Zweite Wiener Vereins-Sparcasse), Karl Dantendorfer (pro mente Wien), Michael Landau (Caritas Wien)
- 2007: kein Preis "2007", da der Name nicht mehr rückwirkend auf das vergangene Jahr, sondern nunmehr auf das laufende Jahr der Preisvergabe bezogen wird.
- 2008: Martin Salzer (Chirurg; Austrian Doctors for Disabled), Wolfgang Pucher, Willi Resetarits
- 2009: Chris Lohner (Botschafterin Licht für die Welt); Martin Haiderer (Wiener Tafel)
- 2010: Klaudia Karoliny (Behinderten-Aktivistin und Gründerin der "Selbstbestimmt-Leben-Initiative Nicht über uns – ohne uns"), Margit Pollheimer (Don Bosco Flüchtlingswerk Austria)
- 2011: Heidi Burkhart (Geschäftsführerin von Hilfswerk Austria International), Hermann Glettler (Pfarrer der Pfarre Graz-St. Andrä) und Manfred Fischer (Journalist)
- 2012: Die Preisvergabe wurde ausgesetzt.[1]
- 2013: Evelyn Korrak (Reisebüroinhaberin), Anja Fugger (Schülerin), Markus und Rainer Casna (Unternehmer)[2]

## Jury-Mitglieder
- Erwin Steinhauer, Kabarettist, Schauspieler und ORF-Publikumsrat
- Josef Lusser, Jurist und EU-Beauftragter des ORF
- Elisabeth Mayerhoffer (1955–2018), Leiterin der ORF-Abteilung "Humanitarian Broadcasting"